# Fengning
Fengning är ett autonomt härad för manchuer som lyder under Chengde i Hebei-provinsen i norra Kina.